# Вітрофірова структура

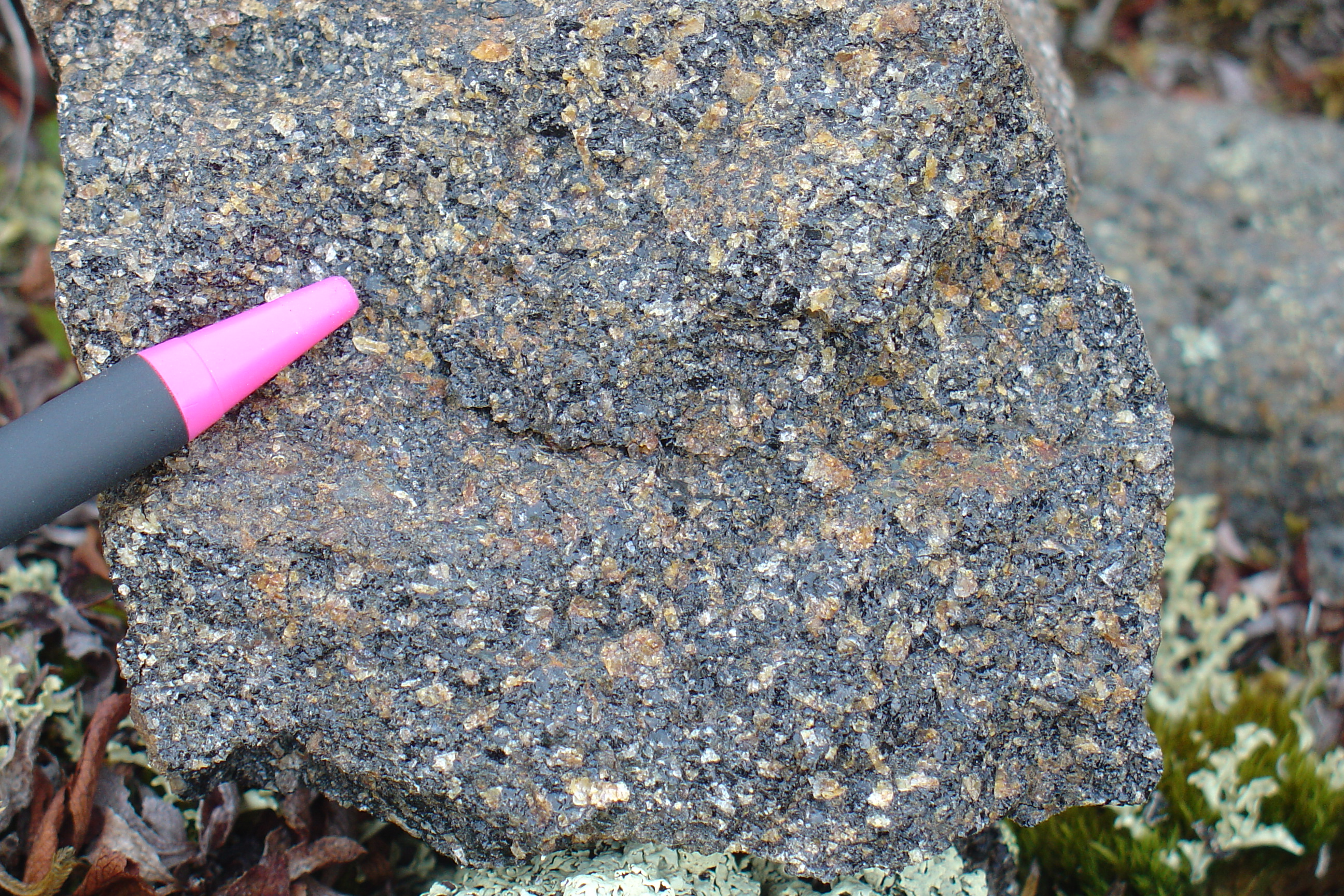
Ріолітовий вітрофір.

Вітрофірова структура (рос. витрофировая структура, англ. glassy texture, vitrophyric texture; нім. Glasstruktur f, glasige Struktur f) — склувата структура, структура ефузивних гірських порід або їх основних мас, що складається головним чином зі склуватої речовини.
Синонім — склувата структура.